# Nikolaj Dostal'
Nikolaj Dostal' (Mosca, 21 maggio 1946 – 18 gennaio 2023) è stato un regista sovietico.

## Filmografia parziale

### Regista
- Čelovek s akkordeonom (1985)
- Oblako-raj (1990)
- Melkij bes (1995)
- Monach i bes (2016)